# رولی‌تتراسایکلین
رولی‌تتراسیکلین (به انگلیسی: Rolitetracycline) یک آنتی‌بیوتیک گسترده‌اثر از دستهٔ تتراسایکلین‌ها است.